# スタンレー・モリソン
スタンレー・アーサー・モリソン（英語: Stanley Arthur Morison、1889年5月6日 - 1967年10月11日）は、イギリスのタイポグラファー、実業家。
印刷の水準を高め、印刷と書体に対する認識を広めた。1920年代からはモノタイプ社の顧問となり、書体の意匠について助言を行った。ルネサンスから18世紀後半までの印刷の中期に特に注目し、過去の優れた書体を復活させた。歴史的影響を受けた人気のあるデザインを依頼し、人気となるいくつかの新しいタイプデザインを作成しライセンスすることでますます名を鳴らしていった。関わったオリジナルの書体には、Times New Roman、Gill Sans、Perpetuaなどがあり、古いデザインの復活版にはBembo、Erhardt、Bellなどがある。モリソンが自分のデザインだと思えるほど開発を進めたTimes New Romanは、現在最も使用されている書体のひとつとなった。印刷のアドバイザーとしてタイムズ紙と密接な関係を持ち、戦後は『タイムズ文芸付録』の編集者となり、晩年はブリタニカ百科事典の編集委員に就任した。

## Early life and career
スタンレー・モリソンは1889年5月6日、エセックス州ワンステッドで生まれたが、幼少期（1896年～1912年）をロンドンのハーリンゲイ区、フェアファックス・ロードの家で過ごした。彼は父親が家族を見捨てたため学校を中退し、独学で学んだ。
1913年、モリソンは『The Imprint』誌の編集助手となった。
モリソンは第一次世界大戦に際してベネディクトゥス15世 (ローマ教皇)の平和の呼びかけを推進するために設立された団体『The Guild of the Pope's Peace』の創設者の一人であった。
1916年の第一次世界大戦中の徴兵制の導入に際し、彼は良心的兵役拒否者であり、投獄された。友人のエリック・ギルと同様に、モリソンはカトリックに改宗し、そのため多くの後の同僚たちとは距離を置くようになった。モリソンは1916年に教師であるメイベル・ウィリアムソンと結婚したが、結婚生活は不幸であり、迅速に妻と別居した。
1918年、彼は戦争批判の内容を発行するペリカンプレス社のデザイン監督となり、その後、クロイスター・プレスでも同様の職務に就いた。1922年、彼はタイポグラフィに関するフルーロン協会の創設メンバーとなり、1925年から1930年まで同協会のジャーナル『The Fleuron』を編集した。この出版物のアートワークと印刷の品質は特筆すべきものであった。1923年から1925年まで、彼はグラフィックアートジャーナル『Penrose Annual』のスタッフ編集者兼ライターでもあった。

## タイムズ・ニュー・ローマン（Times New Roman）
モリソンは1929年から1960年まで、タイムズ紙のタイポグラフィのコンサルタントを務めた。1931年、新聞活字の貧弱さを批判したことで、新しく読みやすいタイプフェイスを作ることを依頼された。「Times New Roman」は、モリソンがグラフィックデザイナーのビクター・ラーデントと共に開発した書体で、1932年に初めて新聞に使われ、1933年にはモノタイプ社から商業販売された。モリソンは1935年から1952年までタイムズ社の社史編纂に携わり、1945年から1948年まで『タイムズ文芸付録』の編集長であった。

## 後半
1960年、ロイヤル・デザイナー・フォー・インダストリー（英国王室御用達）に選出された。1961年から1967年に亡くなるまで、ブリタニカ百科事典の編集委員を務めた。1953年に爵位を、1962年にCBEを授与されたが、いずれも辞退した。
1967年10月11日、ロンドンにて78歳で死去した。

## ノートと脚注
General references
- James Moran, Stanley Morison: His Typographic Achievement
- Nicolas Barker, Stanley Morison (authorised biography) (Note: Barker had to write the biography rapidly, resulting in a release with numerous misprints and errors, listed in an errata section of the Times Literary Supplement shortly afterwards.[20])

### Notes

#### Citation footnotes
1. ↑  “Stanley Arthur Morison”. Men Who Said No. 2021年7月12日閲覧。
2. 1 2  “Stanley Morison: Significant Historian (obituary)”. The Alexander S. Lawson Archive. 2016年5月27日時点のオリジナルよりアーカイブ。2016年5月14日閲覧。 “During the 20th century two typographic historians have achieved notable stature and will be long remembered. The first of these, Daniel Berkeley Updike of Boston, died in 1940. The second, Stanley Morison, died at his home in London on October 11, 1967. He was 78 years of age... During the 1920s when there was slight interest in the production of new “book” types, the Monotype firm—with Morison’s guidance—embarked upon a program of classic type revivals which resulted in the cutting of such faces as Garamond, Bembo, Poliphilus, Baskerville, Bell, and Fournier. These types remain in demand and are among the best of the historic revivals.”
3. ↑  Morison, Stanley (1937). “Type Designs of the Past and Present, Part 3”. PM:  17–81 2017年6月4日閲覧。.
4. ↑  Morison, Stanley (1937). “Type Designs of the Past and Present, Part 4”. PM:  61–81 2017年6月4日閲覧。.
5. ↑  Allan Haley (15 September 1992). Typographic Milestones. John Wiley & Sons. pp. 99–108. ISBN 978-0-471-28894-7
6. ↑  Moran, James (1968). “Stanley Morison”. Monotype Recorder 43 (3):  28 2015年9月13日閲覧。.
7. ↑  Flower, Desmond (1946). “Notes on the Present State of British Book Typography”. Graphis:  366–373 2017年11月20日閲覧。.
8. ↑  McKitterick, David (2004). A history of Cambridge University Press. (1. publ. ed.). Cambridge: Cambridge University Press. ISBN 9780521308038
9. ↑  “Modern”. MyFonts.   Monotype. 2015年7月1日閲覧。
10. ↑  “Lacunae”. Codex. 2015年7月1日閲覧。
11. ↑  Badaracco, Claire (1991). “Innovative Industrial Design and Modern Public Culture: The Monotype Corporation, 1922-1932”. Business & Economic History (Business History Conference) 20 (second series):  226–233 2015年12月19日閲覧。.
12. ↑  “Fonts designed by Monotype Staff”. Identifont. 2015年7月1日閲覧。
13. ↑  William Roger Louis (1996). Adventures with Britannia: Personalities, Politics, and Culture in Britain. I.B.Tauris. pp. 140–4. ISBN 978-1-86064-115-2
14. ↑  Tracy, Walter. Letters of Credit. pp. 194–212
15. ↑  “Time and Times again”.   Monotype. 2015年7月28日閲覧。
16. ↑  “It was never called Times Old Roman”. Ultrasparky. 2015年7月27日閲覧。
17. ↑  “Typolis article”.   Typolis (1932年10月3日). 2012年1月26日閲覧。
18. ↑  Loxley, Simon (2006). Type: the secret history of letters. I. B. Tauris & Co. Ltd. pp. 130–131. ISBN 1-84511-028-5
19. ↑  “A List of Type Specimens”. The Library. 4 (Bibliographical Society) XXII (4):  185–204. (1 March 1942). doi:10.1093/library/s4-XXII.4.185.
20. ↑  Ovink, G.W. (1 January 1973). “Two Books on Stanley Morison”. Quaerendo 3 (3):  226–242. doi:10.1163/157006973X00237.